# Ramón de Palma
Ramón de Palma (La Habana, 3 de enero de 1812 – La Habana, 21 de julio de 1860) fue un escritor cubano-español.

## Biografía
Siguiendo la tradición familiar estudió derecho y se recibió de abogado. Sufrió privaciones y necesidades económicas en su juventud lo cual parece haberle dado un carácter melancólico y sombrío. 
En 1837 publicó, con José Antonio Echeverría (escritor), el Aguinaldo Habanero, donde dio a conocer algunas de sus composiciones poéticas. 
En 1838 fundó, con Echeverría, el periódico El Plantel. Al año siguiente comenzó a trabajar en la redacción de El Álbum. 
Asistía a las tertulias literarias de Domingo del Monte. En sus primeros años escribió bajo el seudónimo de Alfonso de Maldonado. En 1842 publica su primer libro de poesías, titulado Aves de paso.
En 1848 publica dos volúmenes más: Hojas caídas y Melodías poéticas.  Al mismo tiempo que poeta, fue periodista, así como novelista, autor dramático. 
En el Diario de la Marina publicó su novela El ermitaño del Niágara, de 1845 y en Revista de La Habana publicó su trabajo «Cantares de Cuba» (1854), en el que esboza el estudio de la poesía popular cubana. 
Entre las novelas cortas de Palma presentan cierto interés El cólera en La Habana y La Pascua en San Marcos, ambas publicadas en El Álbum en 1838. A su vez, con la novela breve Matanzas y el Yumurí inicia la tendencia siboneyista en la prosa narrativa.
Sufrió prisión por haber colaborado en el desembarco de Narciso López, en 1850. Más tarde, y hasta su muerte, trabajó como secretario de la Compañía de Ferrocarriles.  Este puesto le permitió dedicarse mucho más de lleno a la actividad literaria sin necesidad de ejercer como abogado.
Murió en La Habana el 21 de julio de 1860.

## Obras poéticas
- Himno de guerra del cruzado

- El fuego fatuo

- Al poeta Milanés en su partida

- Datos: Q6100137